# ماي بلودي فالنتاين (فرقة موسيقية)
ماي بلودي فالنتاين (بالإنجليزية: My Bloody Valentine)‏ هي فرقة روك بديل أيرلنديَّة تشكَّلت في دبلن عام 1983. تتألَّف منذ عام 1987 من المغنّي وعازف الغيتار كيفن شيلدز، وقارع الطبول كولم أوكيسويغ، وعازفة الغيتار والمغنِّية بيليندا بوتشر، وعازفة غيتار البيس ديبي غوج. اُشتهِرَت موسيقى الفرقة بإدماجها للقوامات الموسيقيَّة مُتنافرة الأصوات المعزوفة على الغيتار، والأنماط الغنائيَّة الأنثويَّة، فضلًا عن تسخير تقنيات غير تقليديَّة في الإنتاج الموسيقيّ. تُعدّ ماي بلودي فالنتاين من أهم الفرق الرائدة لثقافة الشوغيز وهي أحد الأنواع الموسيقيَّة الفرعيَّة المُنبثقة عن موسيقى الروك البديل التي ظهرت وازدهرت خلال أواخر ثمانينيات ومطلع تسعينيات القرن العشرين.
وقَّعت ماي بلودي فالنتاين عقدًا مع شركة كريشن للتسجيلات الموسيقيَّة في عام 1988 بعدما كانت الفرقة قد أصدرت عدَّة تسجيلات أخفقت في تحقيقِ نجاحٍ يُذكر، وذلك بالإضافة إلى طروء عدد من التغييرات على الأعضاء. أصدرت الفرقة بعد ذلك عدَّة ألبومات قصيرة استطاعت تحقيق نجاح ملحوظ، وتبِعها عمل الفرقة على ألبومين استديو طرحتهما شركة كريشن في الأسواق وهما ألبوم «إزنت إفريثينغ» (1988)، وألبوم «لوفليس» (1991). يُعدّ الألبوم الأخير أفضل عمل قدَّمته الفرقة على الإطلاق، ويعتبره النقَّاد والجماهير على نطاقٍ واسع أحد أفضل الألبومات التي صدرت خلال تسعينيات القرن العشرين. ومع ذلك فقد سارعت شركة كريشن للتسجيلات الموسيقيَّة إلى فسخ عقدها مع الفرقة بعد صدور الألبوم بسبب كُلفة إنتاجه التي بلغت قيمًا باهظة للغاية. وقَّعت الفرقة عقدًا مع شركة آيلاند ريكوردز للتسجيلات الموسيقيَّة في عام 1992، وسجَّلت عدَّة ألبومات كانت أغانيها مأخوذة عن موادٍ موسيقيَّة عملت عليها الفرقة في السابق، وهكذا توقَّفت الفرقة عن التسجيل والعزف إلى حد كبير منذ حينها.
تركَ غوج وأوكيسويغ الفرقة في عام 1995، وتبعتهما بوتشر في عام 1997. لم يستطع كيفن شيلدز إكمال العمل على ألبومٍ جديد بعد صدور «لوفليس»، واِنعزل في خُلوِته وذكر أنَّهُ «أُصِيب بالجنون». أعلن شيلدز في عام 2007 عن لَمِّ شمل الفرقة التي انطلقت بعدها في جولة موسيقيَّة عالميَّة عزفت فيها في العديد من الحفلات. وفي النهاية أصدرت الفرقة ثالث ألبوم استديو في تاريخها والذي حمل اسم «إم بي في» في عام 2013، وذلك بعد العديد من السنوات الطوال التي عملت خلالها الفرقة على تأليف وتسجي أغاني الألبوم.

## التاريخ

### التشكيل (1978-1985)
تَعرَّف كيفن شيلدز على كولم أوكيسويغ في دوري للكاراتيه أُقِيمَ في جنوب العاصمة الأيرلنديَّة دبلن في عام 1978. غدا الاثنان أصدقاء بين عشيّة وضُحاها، وشكَّلا فرقة البانك روك ذا كومبلكس مع ليام أوماولاني الذي كان صديق أوكيسويغ في المدرسة الثانويَّة التي كان يرتادها الأخير. قامت الفرقة بعزف أغانٍ لكل من فرقة سكس بيستولز، وفرقة الرامونز في بضعة حفلات موسيقيَّة قبل انفضاضها على خلفية خروج أوماولاني منها لتشكيل فرقة هوتهاوس فلاورز. وبعدها شكَّل شيلدز وأوكيسويغ فرقة البوست بانك الثلاثيَّة التي حملت اسم ألايف إن ذا داي، ولكنَّها فشلت في إقامة حفلات موسيقيَّة لا يقل فيها عدد الحضور عن مئة شخص مما أدَّى إلى حلِّ تلك الفرقة أيضًا. وأعقبَ ذلك تشكيل شيلدز وأوكيسويغ لفرقة ماي بلودي فالنتاين بالاشتراك مع المغني الرئيسيّ ديفيد كونواي (مُستعملًا الاسم الفنيّ المُستعار ديف ستيلفوكس) في مطلع عام 1983. اقترح كونواي عدَّة أسماء للفرقة الجديدة من ضمنها «بيرنينغ بيكوكس»، وفي النهاية وقعَ الاختيار على اسم «ماي بلودي فالنتاين». ادَّعى شيلدز بأنَّه لم يكن على علم بوجود فيلم تقطيع كنديّ يحمل نفس اسم الفرقة (صدر في عام 1981) في الوقت الذي اُقترِحَ فيه الاسم.
مرَّت على الفرقة خلال الأشهر الأولى التي أعقبت تشكيلها عدَّة تغييرات متتابعة في هوية أعضاءها. التحق كل من عازف الغيتار الرئيسيّ ستيفن إيفرز وعازف البيس مارك روس بالفرقة في شهر أبريل من عام 1983. غالبًا ما كانت الفرقة خلال هذه الفترة تتدرب على العزف في فسحات خاصَّة يمتلكها أيدن والش بالقرب من منطقتيّ سميثفيلد وتيمپل بار الواقعتين في مدينة دبلن. تولَّى الأخير مهمَّة تسوية وتأمين حجوزات الفرقة في المنشآت التي عزفت فيها. هذا وقد وصفَ والش أولى جلسات التدريب التي عزفت فيها الفرقة بالصاخبة جدًا والجنونيَّة حتَّى أنَّ الجيران كانوا يصبّون جام غضبهم على الفرقة لأجل ذلك. ترك روس الفرقة في ديسمبر عام 1983 ليحلَّ محلّه بول مورتاه الذي خرج بدوره من الفرقة في مطلع عام 1984. قام شيلدز، وإيفرز، وكونواي بتسجيل أول شريط ترويجيّ خاص بالفرقة باستعمال مُسجِّل رباعيّ المسارات في منزل أهل شيلدز بضاحية كيليني القريبة من دبلن في مارس عام 1984، وأضافَ شيلدز وأوكيسويغ على الشريط مساران عزفيَّان على غيتار البيس والطبول في استديوهات ليتون لين. نجحت الفرقة من خلال هذا الشريط بالتوقيع على عقد مع شركة تايكون للتسجيلات الموسيقيَّة.
ترك إيفرز الفرقة بعد فترة وجيزة من تسجيل الشريط الترويجيّ، والتحقت تينا دوركن (وهي حبيبة كونواي) بها لتصبح عازفة على لوحة المفاتيح. تكلَّمَ كونواي في تلك الفترة تقريبًا مع غافين فرايدي وهو المُغنّي الرئيسيّ في فرقة البوست بانك فيرجين برونز الذي ارتأى شيلدز الاستعانة به طلبًا للمشورة. وهكذا فقد اجتمع كونواي بفرايدي في ضاحية فينغلاس، وطلب منه النصيحة بخصوص الفرقة فقِيلَ له أنَّ عليهم «الخروج من دبلن». اتفق شيلدز مع نصيحة فرايدي حيث تحدَّت في يناير عام 1991 عن عدم وجود مكان للفرقة في أيرلندا، وشرح أوكيسويغ بأنَّ المشهد الموسيقيّ الأيرلنديّ لم يكن مُتقبِّلًا للنمط الموسيقيّ الذي عزفت فيه الفرقة. كذلك ساعد فرايدي الفرقة من خلال ترتيبه لاشتراكههم في عرض موسيقيّ في مدينة تيلبورخ الهولنديَّة. انتقلت الفرقة إلى هولندا بعد انتهاء العرض، ومكثت في البلاد لمدَّة تسعة أشهر استطاعت خلالها أداء عرض افتتاحيّ لحفلة موسيقيَّة أقامتها فرقة آر.إي.إم في البلاد بتاريخ 8 أبريل عام 1984. اضطرَّت الفرقة بعد ذلك للانتقال إلى ألمانيا الغربيَّة في أواخر عام 1984 نظرًا لقلَّة الفرص في البلاد، فضلًا عن وجود مشاكل شابت الأوراق الثبوتيَّة الخاصَّة بأعضاء الفرقة. عمِلت الفرقة في تلك الأثناء على تسجيل ألبومهم الأول المُصغَّر تحت عنوان «ذيس إز يور بلودي فالنتاين» (1985)، والذي بالكاد استطاع إثارة بعض الانتباه. وبعدها عادت الفرقة إلى هولندا لقضاء فترة مؤقَّتة فيها قبل الاستقرار في لندن خلال منتصف عام 1985.

### الإصدارات الموسيقية المستقلة (1985-1986)
لم يتمكَّن أعضاء الفرقة من البقاء على تواصل لوهلة من الزمن خلال الوقت الذي كانوا يبحثون فيه عن سكنٍ في لندن بعد انتقالهم إليها في عام 1985. وجاء ذلك في الوقت الذي قرَّرت فيه تينا دوركن ترك الفرقة بعد تزعزع ثقتها حيال قدرتها بالعزف على لوحة المفاتيح. نظرًا لعدم استقرار الفرقة على عازف بيس ثابت منذ تشكيلها فقد اتفق الأعضاء الثلاثة المتبقيون بعد استئناف التواصل فيما بينهم على فتح باب تجارب الأداء لأجل ضم عازف بيس. حصلَ شيلدز من أحد معارفه في لندن على رقم هاتف ديبي غوج التي اتصل بها ودعاها إلى تجربة أداء للعزف أمام الفرقة، وقرَّر بعد ذلك إلحاقها كعازفة على البيس في الفرقة. استطاعت غوج حضور جلسات التي تدرَّبت خلالها الفرقة على العزف بسبب قُرب موقعها من مكان عملها. أجرت الفرقة خلال تلك الفترة كثيرًا من جلسات التدريب الخاصَّة بها في استديوهات سالم المُرتبطة بشركة فيفر ريكوردز وهي ومن شركات التسجيل الموسيقيّ المُستقلة. أُعجِبت إدارة الشركة بأداء ماي بلودي فالنتاين ووافقت على طرح ألبوم قصير للفرقة شريطة قيامهم بتحمُّل تكاليف جلسات التسجيل بأنفسهم دون مساعدة من الشركة. طرحت الشركة ألبوم الفرقة القصير الذي حمل عنوان «غيك!» في الأسواق في شهر ديسمبر من عام 1985. لم تكن الفرقة راضيَّة حيال الألبوم الذي لم يرقى إلى توقعات أعضاءها. ومع ذلك فقد تمكَّنت الفرقة بعيد صدوره من العزف في العديد من الحفلات الموسيقيَّة في لندن بالاشتراك مع العديد من الفرق الأخرى مثل فرقة إيت ليفينغ لاغز، وفرقة كيل أغلي بوب، وفرقة ذا ستينغريز.
نظر شيلدز في فكرة نقل فرقة ماي بلودي فالنتاين إلى مدينة نيويورك حيث كان بعض أقاربه يعيشون هناك، وجاءَ ذلك على ضوء التقدُّم البطيء الذي أحرزته الفرقة خلال الفترة التي أمضتها بلندن. بيدَّ أنَّ الفرقة تراجعت عن فكرة الانتقال إلى الولايات المتَّحدة بعدما استطاع المؤسِّس المُشارك في شركة كريشن ريكوردز للتسجيلات جو فوستر إقناع الفرقة بتسجيل ألبوم قصير سيقوم بطرحه من خلال شركة كلايدوسكوب ساوند للتسجيلات الموسيقيَّة التي كان فوستر حينها على وشك تأسيسها. صدر الألبوم القصير الجديد الذي قام فوستر بإنتاجه تحت اسم «ذا نيو ريكورد باي ماي بلودي فالنتاين» في أكتوبر عام 1986. لم يُحقِّق هذا الإصدار نجاحًا كبيرًا حيث بلغ في ذروته المرتبة الثانية والعشرون على لائحة مبيعات ألبومات الإندي في المملكة المتَّحدة فور طرحه في الأسواق. ومع ذلك فقد بنت الفرقة على النجاح الضئيل للألبوم القصير فكثَّفت بعد صدوره من عزفها في الحفلات والعروض الموسيقيَّة ممّا ساعد في ظهور قاعدة صغيرة من المعجبين بالموسيقى التي قدَّمتها. كما سافرت الفرقة خارج لندن لأداء عروض حيَّة حيث افتتحت وتشاركت العزف مع عدد من الفرق مثل فرقة ذا ميمبرينز.

### التعاقد مع ليزي ريكوردز وانضمام بوتشر (1987)

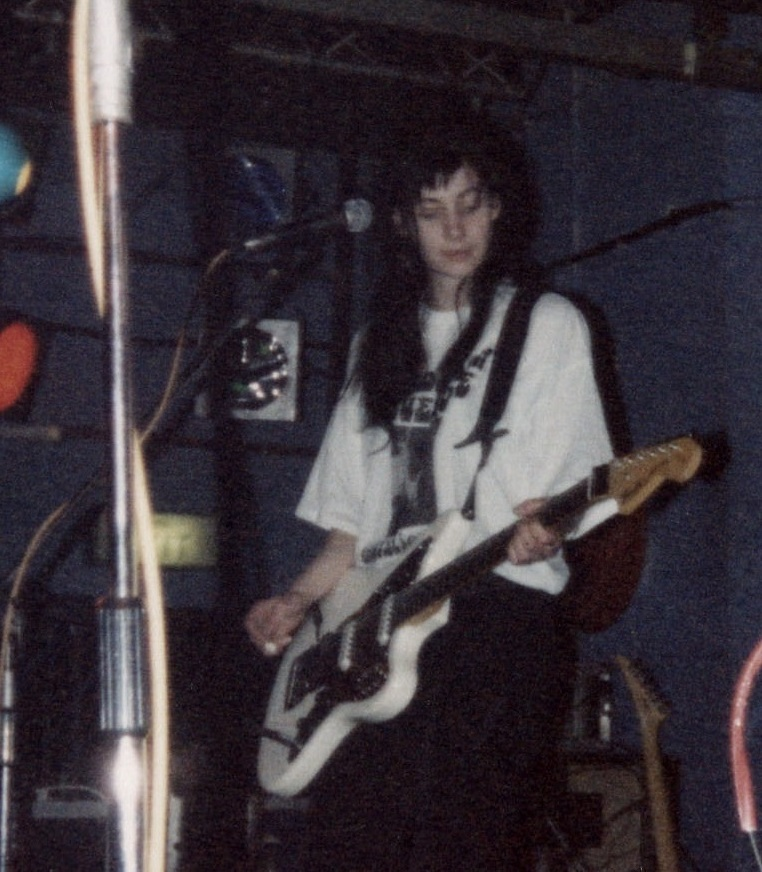
عازفة الغيتار والمغنّية بيليندا بوتشر وهي تعزف في عام 1989.

وقَّعت الفرقة عقدًا مع شركة ليزي ريكوردز للتسجيلات الموسيقيَّة في مطلع عام 1987. تتبع هذه الشركة لفرقة ذا بريميتفز (وهي فرقة إندي بوب) ومديرها واين موريس. كان أول إصدار موسيقيّ تطرحه الفرقة من خلال ليزي ريكوردز عبارة عن أغنية مُفردة حملت عنوان «صني ساندي سمايل» التي نزلت في الأسواق خلال شهر فبراير من عام 1987. بلغت الأغنية في ذروتها المرتبة السادسة على لائحة مبيعات أغاني الإندي المنفردة في المملكة المتَّحدة. قامت الفرقة بعيد صدور الأغنية بجولة حفلات موسيقيَّة تضمَّنت أجزاءً مختلفة من المملكة المتَّحدة. عزفت الفرقة بعد ذلك في دور مساند مع فرقة سوب دراغونز الاسكتلنديَّة. أعلنَ ديفيد كونواي عن قراره ترك ماي بلودي فالنتاين في شهر مارس عام 1987 نتيجة معاناته من علَّة في معدته، وإصابته بخيبة أمل تجاه الموسيقى، فضلًا عن طموحه في أن يصبح كاتبًا، وجاء ذلك في الوقت الذي كانت فيه الفرقة تقوم بجولتها الموسيقيَّة مع سوب دراغونز.
أدَّى خروج كونواي من ماي بلودي فالنتاين إلى ترك الفرقة من دون مغني رئيسيّ. وهكذا اتفق كل من شيلدز، وأوكيسويغ، وغوج على معالجة الأمر من خلال وضع إعلانات يطلبون فيها مغنّيًا في الصحف الموسيقيَّة المحليَّة. باءت عملية تجارب الأداء التي نظَّمتها الفرقة بالفشل الذريع حيث وصفها شيلدز بـ«الكارثيَّة والمُرهِقة». إذ ما حصل هو أنَّ شيلدز ذكر في الإعلان فرقة ذا سميثز لما يكنّه من إعجاب لألحانها، وهو ما أدَّى إلى جذب عدد من المغنيين «السُذج» كما وصفهم شيلدز. نظرت الفرقة في بادئ الأمر إلى احتمال تشكيل مجموعة أخرى، ولكن حصلت الفرقة على عدد من التوصيات لمرشَّحين من زملائهم في المجال، وفي النهاية اختارت الفرقة مُغنيَّين اثنين أرادت التجريب معهما وهما بيليندا بوتشر وجو بايفيلد. عدَّت الفرقة بايفيلد غير مناسب للغناء معهم في الفرقة. كانت بيليندا بوتشر قد سمعت بأنَّ فرقة ماي بلودي فالنتاين تبحث عن مُغنّي مُساعد من شريكها الذي كان قد ألتقى بعضو الفرقة كولم أوكيسويغ على متن عبَّارة انطلقت من هولندا. كانت خبرة بوتشر في عالم الموسيقى مُنحصرة بعزفها على الغيتار الكلاسيكيّ خلال طفولتها، فضلًا عن قدرتها الغناء والعزف على الدف مع بعض الفتيات بهدف التسلية. بدأت بوتشر بغناء أغنية «ذا بارغين ستور» للمغنِّية دولي بارتون في تجربة الأداء التي قدَّمتها أمام أعضاء الفرقة. وفي النهاية أصبحت بيليندا بوتشر عضوًا جديدًا في الفرقة.
أصبح شيلدز مغنِّيًا رئيسيًا بالتشارك مع بوتشر على خلفية انضمام الأخيرة للفرقة حيث تعاون الاثنان على تقاسم الأدوار الغنائيَّة. قالَ شيلدز حيال هذا التغيير بأنَّ صوت بوتشر كان: «جيدًا وهي قادرة على غناء أحد أغانينا، ولكن انبغى علينا فقط تعليمها كيفية العزف على الغيتار» على حد قوله. شعرَ شيلدز في بادئ الأمر بالتردُّد حيال أداء دور غنائيّ ضمن الفرقة ولكنَّه قالَ بأنَّهُ لطالما كان يغنّي في غرفة التدريب، ويقوم باختلاق الألحان. أرادت الفرقة تغيير اسمها بعد التغيير الذي طرأ على أعضاءها، ولكن لم يستطع الأعضاء الاتفاق على اسم جديد، ولذلك قرَّروا الإبقاء على الاسم «بغض النظر عن النتيجة» وفقًا لما ذكره شيلدز وأوكيسويغ.
توصَّلت الفرقة لتسوية مع شركة ليزي ريكوردز للتسجيلات تقوم بموجبه بإصدار أغنية مفردة ومن ثمَّ ألبوم مُصغَّر، وجاء ذلك على خلفية الضغوط التي مارستها الشركة على الفرقة لأجل إصدار الأخيرة لألبوم إستديو. كان السبب الذي دفع الفرقة إلى الإحجام عن تسجيل ألبوم استديو هو الحاجة إلى خلق بيئة متآلفة بين أعضاء التشكيلة الجديدة التي تألَّفت منها الفرقة. طُرِحَ الإصدار المفرد ذو الثلاثة أغاني الذي حملَ عنوان «ستروبيري واين» في نوفمبر عام 1987، وتبِعه نزول ألبوم مُصغَّر حمل اسم «إكستيسي» بعد شهر من ذلك. لاقى كِلا هذين الإصدارين نجاحًا نقديًا متوسطًا. أمَّا من الناحية التجاريَّة فقد وصل الإصدار المفرد في ذورته إلى المرتبة الثالثة عشر على لائحة مبيعات الأغاني المفردة المُستقلة، في حين بلغ الألبوم المصغَّر في ذروته المرتبة الثانية عشر على لائحة مببعات الألبومات المُستقلة. اُعتبِرَ «ستروبيري واين» الإصدار الأفضل بين الاثنين حيث شابَ «إكستيسي» العديد من العيوب التقنيَّة التي اشتملت على وجود أخطاء في عملية الماسترينغ الخاصَّة بالتسجيل. كما اُنتقِدَ الألبوم المصغَّر لأنَّه يترك في المستمعين انطباعًا بانقطاع المال عن الفرقة في منتصف عملية التسجيل، وهو فعلًا ما أكَّدت الفرقة حدوثه حيث كان تمويل جلسات تسجيل «إكستيسي» مُعتمدًا بالكامل على أعضاء الفرقة. إذ نصَّ العقد الذي أبرمته الفرقة مع شركة ليزي للتسجيلات على تَحمُّل الفرقة للنفقات الماليَّة المُترتبة على جلسات التسجيل للإصدارات التي تعمل عليها الفرقة، في حين تتدبر الشركة الترويج لتلك لإصدارات. بادرت الفرقة إلى فسخ عقدها مع شركة ليزي التي قامت فيما بعد بطرح الإصدارين سالفي الذكر على شكل ألبوم تجميعيّ حمل عنوان «إكستيسي أند واين» (1989) دون الحصول على موافقة الفرقة. وبعدها عرضت شركة روف تريد للتسجيلات الموسيقيَّة على الفرقة عقدًا تقوم على أساسه الشركة بتمويل عملية تسجيل وطرح ألبوم إستديو كامل. بيدَّ أنَّ الفرقة قابلت هذا العرض بالرفض.

### التعاقد مع كريشن ريكوردز وألبوم «لوفليس» (1988-1991)

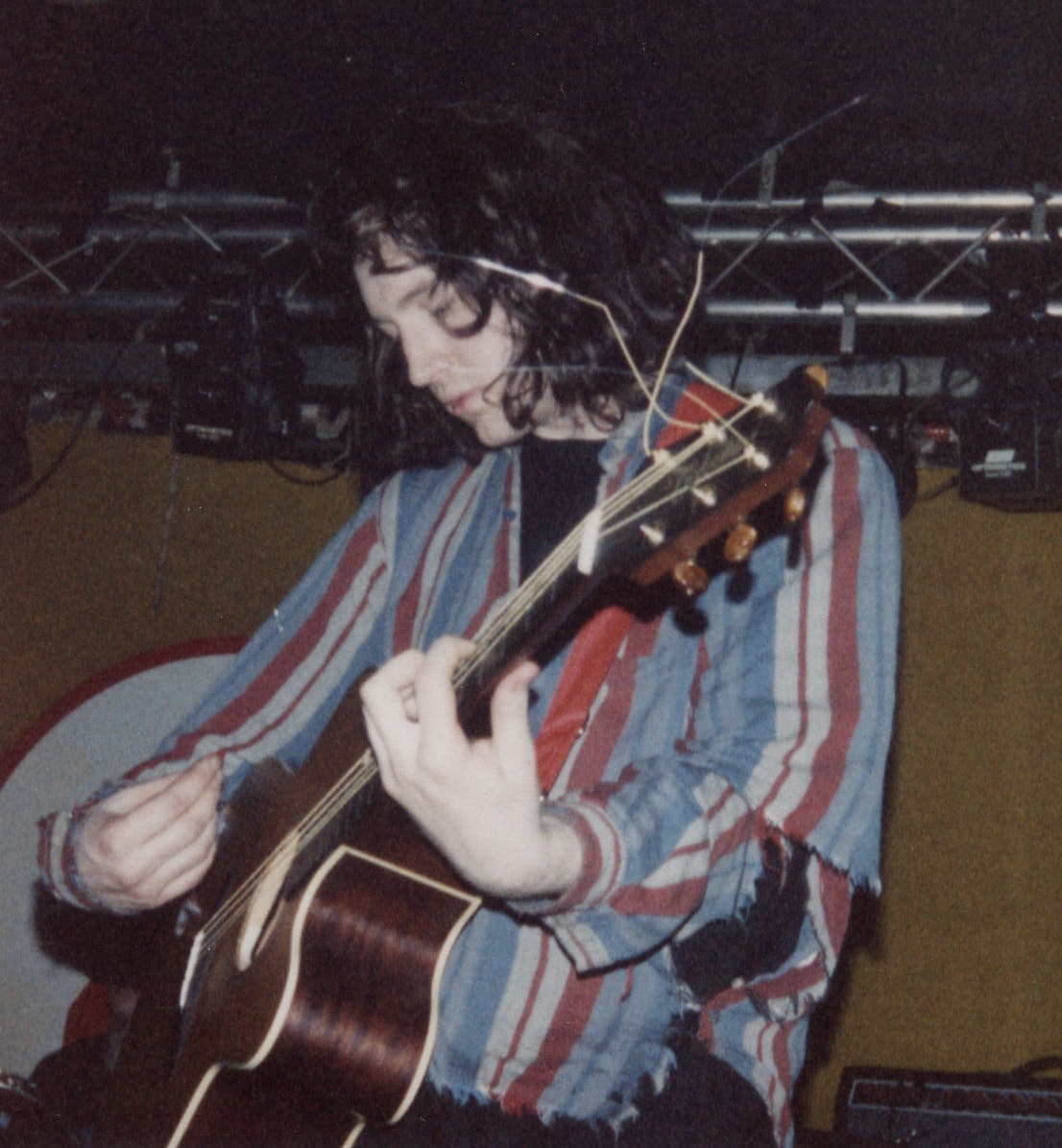
كيفن شيلدز وهو يعزف على الغيتار في عام 1989.

عزفت فرقة ماي بلودي فالنتاين العرض الافتتاحيّ في حفلة لفرقة بيف بانغ باو! في مدينة كانتربري في شهر يناير من عام 1988. شمِلت تلك الفرقة في صف أعضائها مؤسِّس شركة كريشن للتسجيلات الموسيقيَّة ألان مكغي. وصف مكغي الفرقة بأنَّها المُكافئ الأيرلنديّ من فرقة هاسكر دو بعد «مضاهاتها لفرقة بيف بانغ باو!». وهكذا تحدَّت مكغي مع الفرقة وعرض عليهم فرصة تولّي شركة كريشن لتسجيل وطرح إصدار مفرد خاص بالفرقة. قامت الفرقة بتسجيل خمس أغاني في استديو بمنطقة وولثامستو في شرق لندن في مدَّة زمنيَّة لم تتجاوز الأسبوع، وبعدها أصدرت الألبوم القصير «يو ميد مي ريلايز» في أغسطس عام 1988. حظي هذا الإصدار بإعجاب وسائل الإعلام المستقلة المختصة بالشؤون الموسيقيَّة حيث وصفه نتسوه أبيبي من موقع أول ميوزيك بأنَّه كان «الإصدار الذي جعلَ نُقَّاد الموسيقى ينتبهون إلى الأشياء الباهرة التي كانت ماي بلودي فالنتاين على وشك تحقيقها»، وأضاف قائلًا حول الألبوم القصير بأنَّه لعب دورًا في «تطوير بعض أصوات الغيتار المُذهلة التي ستصبح العلامة المميَّزة التي اُشتهِرت بها لفرقة». احتلَّ الألبوم القصير فور طرحه المرتبة الثانيَّة على لائحة مبيعات إصدارات الإندي في المملكة المتَّحدة. وبعدها أصدرت الفرقة أول ألبوم استديو في تاريخها تحت عنوان «إزنت إفريثينغ» في نوفمبر عام 1988، وذلك في أعقاب النجاح الذي حقَّقه «يو ميد مي ريلايز». قامت الفرقة بتسجيل أغاني الألبوم في إحدى المناطق الريفيَّة بويلز. هذا وقد أحرز ألبوم «إزنت إفريثينغ» نجاحًا كبيرًا ونال إشادة النقَّاد على نطاقٍ واسع حيث تصدَّر المرتبة الأولى على لائحة مبيعات ألبومات الإندي في المملكة المتَّحدة، وكان له تأثير على عدد من فرق الشوغيز الذين قلَّدوا القالب الذي جاءت به ماي بلودي فالنتاين في هذا الألبوم.
بدأت ماي بلودي فالنتاين العمل على تسجيل ألبوم استديو ثاني في استديوهات بلاكوينغ الواقعة في منطقة ساوثوارك بلندن في فبراير عام 1989. توقَّعت كريشن ريكوردز انتهاء الفرقة من تسجيل الألبوم في غضون «خمسة أيام فقط»، ولكن سرعان ما اتضح أنَّ الأمر لم يكن كذلك بتاتًا. تنقَّلت الفرقة بين ما وصلَ مجموعه إلى تسعة عشر استديو، وعيَّنت عددًا من مهندسي الصوت كان من ضمنهم ألان مولدر، وأنجالي دوت، وغاي فيكسن. وجاء ذلك بعد مضي عدَّة أشهر لم تصل خلالها الفرقة إلى شيء يُذكر، ولكنَّها شهِدت تقلُّد شيلدز لزمام مختلف الأمور التقنيَّة والموسيقيَّة الرئيسيَّة في الاستديو. ونظرًا للوقت الطويل الذي استغرقته الفرقة في التسجيل فقد اتفق شيلدز مع مكغي على إصدار ألبوم قصير جديد حمل اسم «غيلدر» في 23 أبريل عام 1990. ضمَّ الألبوم القصير الأغنية المُفردة الرئيسيَّة «سون» التي تُعدّ أول عمل موسيقيّ مُسجَّل يستعمل فيه شيلدز تِكنيك تهديج صوت الغيتار خلال العزف عليه. وصل «غيلدر» للمرتبة الثانية على لائحة مبيعات إصدارات الإندي في المملكة المتَّحدة. وذهبت الفرقة بعد ذلك في جولة حفلات موسيقيَّة للترويج للإصدار خلال صيف عام 1990. أصدرت ماي بلودي فالنتاين ألبومًا قصيرًا حمل اسم «تريمولو» في 20 فبراير عام 1991، وذلك خلال عمل الفرقة على تسجيل ألبومهم الثاني. لاقى الألبوم القصير الجديد إثناءً كبيرًا من جانب النقَّاد وتصدَّر المرتبة الأولى على لائحة مبيعات إصدارات الإندي في المملكة المتَّحدة.
أصدرت الفرقة ألبومها الثاني «لوفليس» بتاريخ 4 نوفمبر عام 1991. تناقلت الشائعات أنَّ الألبوم أوصلَ شركة كريشن للتسجيلات إلى حد الإفلاس بعدما كلَّف تسجيله ما يزيد عن ربع مليون جنيه إسترليني. بيدَّ أنَّ كيفن شيلدز نفى هذه الشائعات جُملةً وتفصيلًا. بلغت إشادة النُقَّاد بالألبوم حد الإجماع تقريبًا، وهذا بالرغم من عدم ارتقاء مبيعاته للمستوى التجاريّ الذي حقَّقته الفرقة في السابق. إذ وصل «لوفليس» في ذروته إلى المرتبة الرابعة والعشرين على لائحة مبيعات الألبومات في المملكة المتَّحدة، وذلك بالإضافة إلى فشله في احتلال أي مراتب في أسواق مبيعات الألبومات العالميَّة خارج البلاد. فسخ مكغي عقد الفرقة مع شركة كريشن ريكوردز عقب صدور الألبوم بسبب الفترة الطويلة التي قضتها الفرقة في تسجيله، فضلًا عن المشاكل الشخصيَّة التي شابت علاقته مع شيلدز.

### التعاقد مع آيلاند ريكوردز وحل الفرقة (1992-1997)
وقَّعت الفرقة عقدًا مع شركة آيلاند ريكوردز للتسجيلات الموسيقيَّة بقيمة 250 ألف جنيه إسترليني في أكتوبر عام 1992. قرَّرت الفرقة في تلك الأثناء بناء استديو منزليّ في منطقة ستريثام بجنوب لندن حتَّى تتخذه كمساحة عمل خاصَّة بها. اُنتهي من أعمال تشييد الاستديو في أبريل عام 1993. بيدَّ أنَّ الفرقة واجهت مشاكل تقنيَّة عدَّة في الاستديو وهو ما جعلهم يصابون بدرجة كبيرة من الغضب والإحباط وفقًا لما ذكره شيلدز. كما تناقلت الشائعات معاناة شيلدز من قفلة إبداعيَّة. توقف نشاط الفرقة إلى حد كبير، ولكنَّهم استطاعوا رغم ذلك تسجيل وإصدار أغنيتين مُقلَّدتين خلال الفترة من عام 1993 حتَّى عام 1996. كانت أحدهما للويس أرمسترونغ والأخرى لفرقة واير.
انفصل كل من كولم أوكيسويغ وديبي غوج عن الفرقة في عام 1995. عمِلت غوج بعد خروجها من الفرقة كسائقة سيَّارة أجرة لفترة وجيزة من الزمن، ومن ثمَّ شكَّلت فرقة الإندي روك سنوبوني مع الموسيقية كاثرين غيفورد التي كانت تعزف أيضًا مع فرقتيّ ستيريولاب، ومونشيك. أمَّا كولم أوكيسويغ فانتقل إلى الولايات المتَّحدة وشكَّل فرقة هوب ساندوفال أند ذا وارم إنفينشنز مع المغنِّية الأمريكيَّة هوب ساندوفال من فرقة مازي ستار. وفي تلك الأثناء حاول شيلدز وبوتشر العمل على تسجيل ألبوم استديو ثالث حيث ادَّعى شيلدز أنَّ الفرقة ستصدره في عام 1998. بيدَّ أنَّ بوتشر خرجت من الفرقة في عام 1997. لم يستطع شيلدز لوحده إكمال العمل على ألبومٍ ثالث واِنعزل في خُلوِته وذكر أنَّهُ «أُصِيب بالجنون» على حد وصفه. قارنت الصحف والمجلات الموسيقيَّة بين ما حلَّ بشيلدز وبين ما أصاب براين ويلسون من فرقة البيتش بويز، وسيد باريت من فرقة بينك فلويد. انخرط شيلدز فيما بعد في العزف مع فرقة برايمل سكريم خلال أدائهم في الحفلات الموسيقيَّة. كما تعاون مع عدَّة فرق موسيقيَّة من ضمنها فرقة يو لا تانغو، وفرقة ديناصور جونيور، وفرقة لو فوليوم كورب، وقام بتسجيل مجموعة من الأغاني للموسيقى المُصوَّرة المُصاحبة لفيلم «ضائع في الترجمة» (2003).
انتشرت شائعات بين المعجبين مفادها أنَّ المواد الموسيقيَّة الخاصَّة بألبوم الفرقة الثالث كانت قد سُجَّلت قبيل انفصال الفرقة وتُركت دون إصدار. تناقلت تقارير صحفيَّة تسليم شيلدز موادًا موسيقيَّة مُسجَّلة مدَّتها نحو أربعين ساعة لشركة آيلاند ريكوردز للتسجيلات في عام 1999. وأكَّدت بوتشر وجود «أغانٍ مُسجَّلة تكفي على الأرجح لإصدار ألبومين». اعترف شيلدز لاحقًا بالتخلّي عن المواد الموسيقيَّة لأحد هذين الألبومين والتي كانت «مُكتملة اكتمالًا جزئيًا»، معتبرًا أنَّ فكرة ذلك الألبوم كانت «باطلة ولم يكن فيها الحياة» على حد تعبيره.

### لم الشمل وألبوم «إم بي في» (2007-2013)
ظهرت تقارير إعلاميَّة في أغسطس عام 2007 أشارت إلى احتمال إعادة اجتماع الفرقة من أجل المشاركة في مهرجان كوتشيلا فالي للموسيقى والفنون في مدينة إنديو بولاية كاليفورنيا الأمريكيَّة لعام 2008. انتشرت في وسائل الإعلام تقارير مُماثلة في عام 2003 أفادت حينها بتقرُّر اجتماع كل من شيلدز، وبوتشر، وأوكيسويغ في العاصمة الألمانيَّة برلين لإعادة تسجيل خمسة أغاني للألبوم القصير «غيلدر» الذي كان من المُقرَّر إصداره ضمن صندوق تسجيلات تجميعيّ خاص بالفرقة. وانطبقَ الأمر ذاته على شائعات أخرى تعود إلى عام 2007 أفادت باحتمال اجتماع الفرقة وعزفها في مجموعة من الحفلات الموسيقيَّة في المتحف الأيرلنديّ للفن الحديث بدبلن. أكَّد شيلدز اتفاق أعضاء الفرقة على إعادة شملهم هذه المرَّة، وقال بأنَّ ألبوم الفرقة الثالث الذي بدأت الفرقة بتسجيله في عام 1996 كان شارف على الاكتمال. أعلنت الفرقة عن ثلاثة عروض موسيقيَّة حيَّة في المملكة المتَّحدة في شهر نوفمبر من عام 2007. عزفت ماي بلودي فالنتاين أول أداء حيّ لها على مسامع العامَّة منذ ستة عشر عامًا في يوم 13 يونيو عام 2008 خلال جلستيّ تدريب أقامتهما الفرقة في معهد الفنون المعاصرة بلندن.

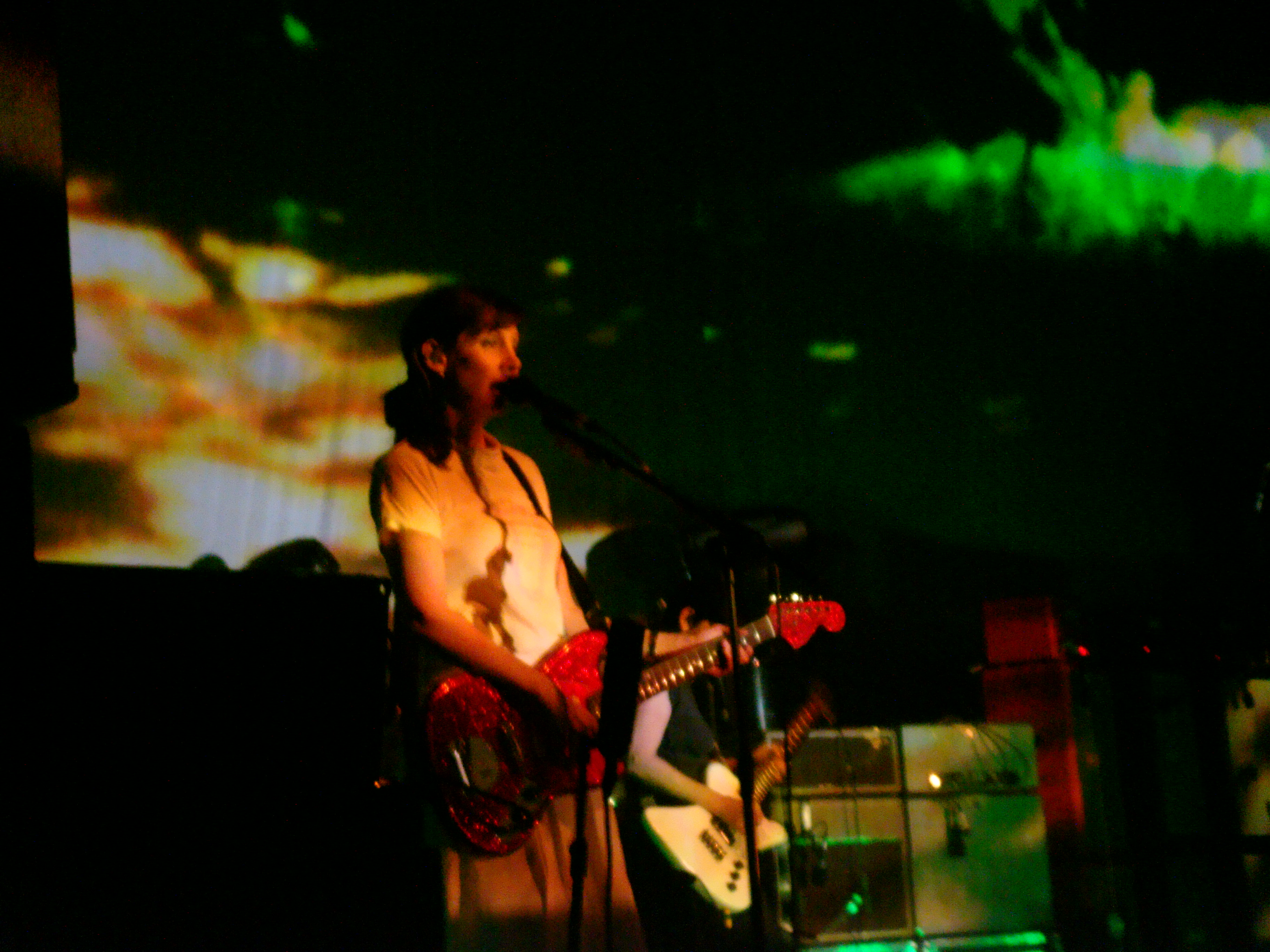
بيليندا بوتشر وديبي غوج خلال حفلة موسيقيَّة للفرقة في عام 2008.

انطلقت الفرقة في جولة حفلات موسيقيَّة عالميَّة خلال صيف وخريف عام 2008. إذ بدأت الفرقة بالعزف في المهرجانات الموسيقيَّة الأوروبيَّة من ضمنها مهرجان روسكيلده الموسيقيّ في مدينة روسكيلده الدنماركيَّة، ومهرجان إيافيستفالن في العاصمة النرويجيَّة أوسلو، ومهرجان إلكتريك بيكنيك في بلدة سترادبالي الأيرلنديَّة، وذلك بالإضافة إلى مهرجان فوجي للروك في مُحافظة نييغاتا اليابانيَّة. كذلك عزفت الفرقة ورعت مهرجان أول توموروز بارتي بنيويورك من يوم 19 حتَّى 21 سبتمبر في عام 2008. عزفت الفرقة بعدها في عدد من الحفلات الموسيقيَّة في العديد من مدن أمريكا الشماليَّة ومن ضمنها شيكاغو، وتورونتو، ودنفر، وسان فرانسيسكو، ولوس أنجلوس، وأوستن. أنفقت الفرقة مبلغًا تُناهز قيمته المئتي ألف جنيه إسترلينيّ على المعدَّات الموسيقيَّة التي استعملوها في العزف خلال جولة حفلاتهم الموسيقيَّة. كانت هذه الجولة الموسيقيَّة أول جولة تعزف فيها فرقة منذ حفلاتها الترويجيَّة لألبوم «لوفليس» في عام 1992.
تفرَّغت الفرقة لإتمام العمل على تسجيل ألبومهم الثالث بعد أدائهم لعدد من الحفلات والعروض موسيقيَّة الأخرى في عام 2009. سرت شائعات حول إصدار الفرقة لمجموعة صندوق في أبريل عام 2008 عقب وجود ذكر للأمر في النسخة اليابانيَّة من موقع سلسلة متاجر إتش إم ڨي. وفي مارس عام 2012، أعلنَ الفرع الأيرلنديّ من شركة سوني للترفيه الموسيقيّ عن إصدار ألبوم تجميعيّ يحوي مجموعة من الإصدارات المُفردة والألبومات القصيرة المطروحة وتلك غير المطروحة التي سجَّلتها الفرقة خلال تعاقدها مع كريشن ريكوردز في الفترة من عام 1988 حتى عام 1991. صدرَ هذا الألبوم التجميعيّ بالترافق مع نسختين حُسِّنت جودتهما لكل من ألبوم «إزنت إفريثينغ» وألبوم «لوفليس» بتاريخ 4 مايو عام 2012.

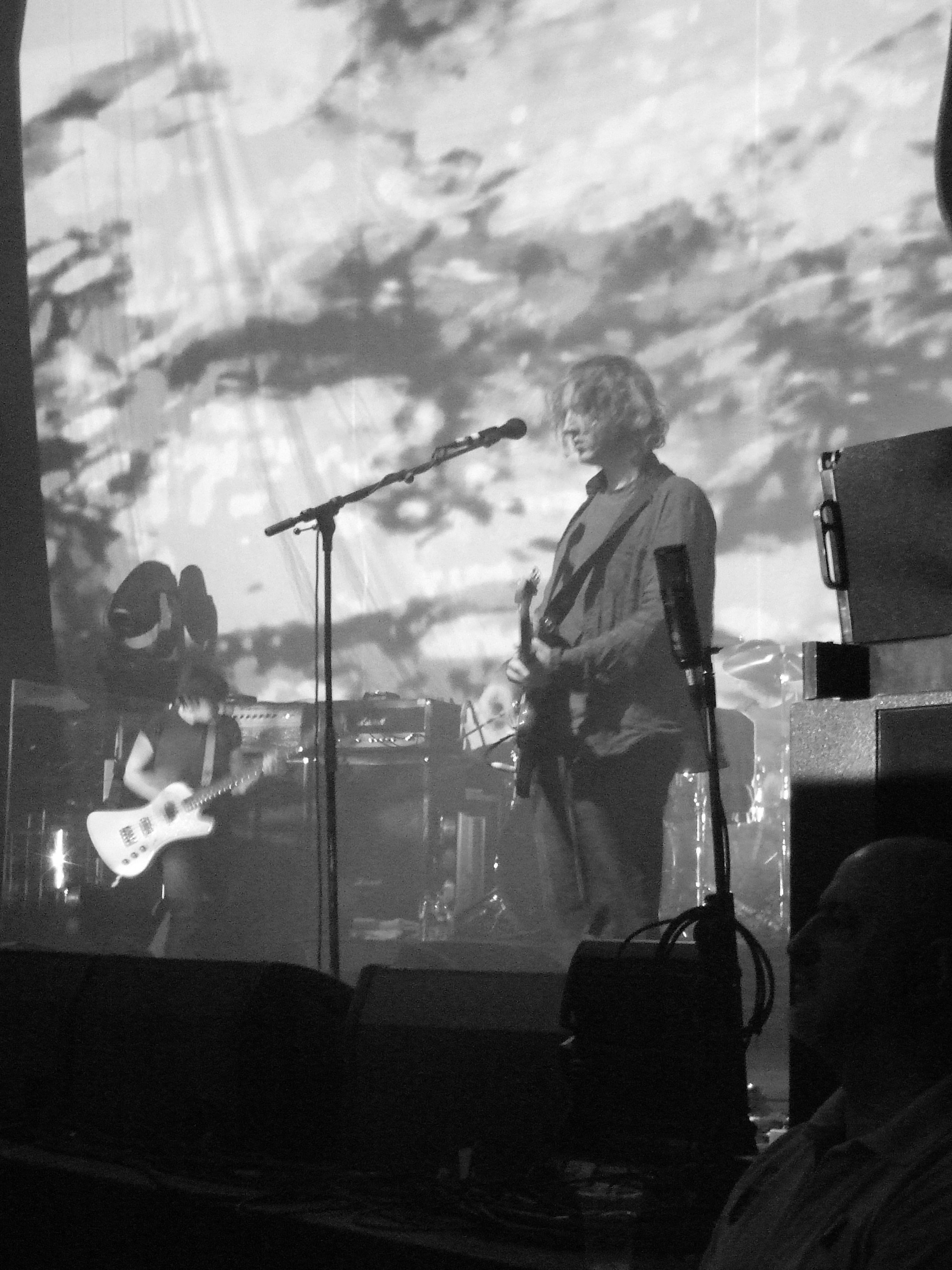
جانب من أداء الفرقة في حفلة في عام 2008.

أعلن كيفن شيلدز في نوفمبر عام 2012 عن خطط لإصدار الألبوم الثالث في تاريخ ماي بلودي فالنتاين عبر الإنترنت قبل نهاية العام. أعلنت الفرقة في ديسمبر من خلال صفحتها على الفيسبوك انتهائها من العمل على إنتاج الألبوم ونقل تخزينه. أخبر شيلدز الجمهور في عرض تمهيديّ عزفت فيه الفرقة في نادي إلكتريك بريكستون اللندنيّ في يوم 27 يناير عام 2013 عن احتمال صدور الألبوم «في غضون يومين أو ثلاثة أيام». صدر ألبوم الفرقة الثالث الذي حمل اسم «إم بي في» على موقع الفرقة الرسميّ بتاريخ 2 فبراير عام 2013. بيدَّ أنَّ الموقع إنهار فور صدور الألبوم نتيجة الضغط الهائل الذي لم تستطع الخوادم تحمّله. نال الألبوم عقب صدوره إشادة شاملة من النُقَّاد بحسب بيانات موقع ميتاكريتك. وأعلنت الفرقة عن جولة حفلات موسيقيَّة عالميَّة للترويج للألبوم الجديد.

### الخطط المستقبلية (2013-الآن)
أعلن شيلدز في عام 2013 عن خطط لإصدار ألبوم قصير يتضمن جميع المواد الموسيقيَّة الجديدة التي عملت عليها الفرقة، وقال بأنَّه سيتبع ذلك إصدار الفرقة لألبوم استديو رابع. تناقلت وسائل الإعلام في شهر سبتمبر من عام 2017 تقارير أفادت بعمل شيلدز على مواد موسيقيَّة لألبوم جديد للفرقة كان من المُقرَّر صدوره في عام 2018. كان هناك في عام 2018 توقعات بإصدار الفرقة لألبومين قصيرين في عام 2019، ولكن الفرقة لم تقم بإصدار أي شيء من الأعمال المُعلن عنها في السابق.
أعلنت شركة سوبريم الأمريكيَّة للملابس عن توقيع اتفاق ترخيص قانونيّ مع الفرقة يسمح للشركة بطرح مجموعة ربيعيَّة مستوحاة من أغلفة إصدارات الفرقة في أبريل عام 2020.

## وصلات خارجية
- الموقع الرسمي
 (بالإنجليزية)
- ماي بلودي فالنتاين على أول ميوزيك (بالإنجليزية)